# Koch Bihar
|  | Aquest article tracta sobre l'estat històric fins al 1947. Vegeu-ne altres significats a «Districte de Cutx Behar». |

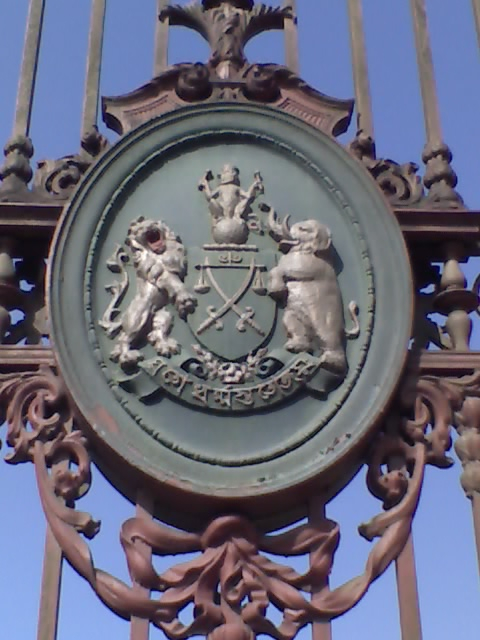
Escut

Koch Bihar (bengalí কোচবিহার), transliterat també com Koch Behar, Cooch Behar, Cooch Bihar, Kuch Behar o Kuch Bihar, fou un estat tributari protegit de l'Índia dins el govern de la província de Bengala. La capital era Cooch Behar, a la riba del riu Torsa amb una població el 1901 de 10.458 habitants.

## Geografia
Limitava al nord amb el districte de Jalpaiguri, a l'est amb el districte de Goalpara, al sud amb el districte de Rangpur, i a l'oest pels de Rangpur i Jalpaiguri. Era un territori pla creuat per nombrosos rius. Els principals d'aquestos són el Tista a l'oest i el Sankosh a l'est, i entre ambdós el Dharla, Torsa, Kaljani i Raidak, i altres menors; el Jaldhaka neix a Bhutan amb el nom de Di-chu i entrava a l'estat rebent diversos tributaris: Gilandi, Duduya, Mujnai, i ja quan agafa el nom de Mansai, el Satanga, Dolang i Dharla; després de la unió amb aquest el riu agafava el nom de Singimari; s'unia després al Torsa i sota aquest nom deixava el territori de l'estat després de quasi cent kilòmetres. El Kaljani s'uneix al Raidak i desaiguaven al Gadahar i al seu torn al Brahmaputra per dues boques: el Dudhkumar i el Sankosh.

## Població i superfície
El cens del 1872 va donar una població de 532.565 habitants en 1199 pobles; el 1881 eren 602.624 habitants i 1214 pobles. La superfície de l'estat era de 3.385 km². Dels habitants 427.478 eren hindús, 174.539 musulmans, 144 jains i 48 cristians (altres 415). La població va baixar posteriorment a 578.868 (1891) i a 566.974 (1901) degut a les malalties i l'emigració. La població estava repartida el 1901 en 1192 pobles i 4 ciutats (Cooch Behar, Matabhanga, Haldibari i Dinhata). La llengua dels nadius era el rajbansi nom que també es donaven els kochs, però que originalment eren dues ètnies diferents, una mongoloide i una dravídica.

## Administració
Administrativament estava dividit en cinc subdivisions: Cooch Behar, Dinhata, Matabhanga, Mekhliganj i Tufanganj. L'administració la dirigia el maharaja amb un consell d'estat format per ell mateix, el superintendent, el diwan, i el jutge civil; les subdivisions estaven governades per naib ahlkars. Va emetre segells per diversos usatges fins al 1903.

## Exèrcit i policia
L'exèrcit era de 156 sipais principalment per tasques d'escorta i guàrdia. La policia la formaven 2 inspectors, 11 subinspectors, 24 caps, i 262 agents, a més dels policies rurals que eren 1571 i els policies municipals que eren 43.

## Història
Inicialment el territori fou part del regne de Kamrup; al segle XV fou regit per una dinastia de reis Khen el darrer dels quals, Nilambar, fou enderrocat pel rei musulmà de Gaur, Ala al-Din Husain (1498) el qual va nomenar al seu fill com a governador amb l'encàrrec d'expandir les conquestes cap a l'est però fou derrotat i les seves forces foren expulsades del regne; en l'anarquia que va seguir es van fundar una sèrie de petits principats governats per caps locals coneguts com els bhuiyes (singular bhuiya) i un nou regne fou fundat pels kochs que eren de raça mongola i parlaven una llengua similar als kacharis, tipperes, lalungs, chutiyes i garos.
Al primer rei koch se li atribueix ascendència divina: Xiva va tenir relacions amb Hira, la dona d'un cap koch de nom Bisu o Biswa Singh. El cert és que el regne koch fou fundat per un cap d'aquesta ètnia de nom Chandan, vers el 1510. Era fill de raja Haridas Mondal, que dominava una zona a les muntanyes Chikna; fou l'origen de la dinastia Haihoi. Va deixar diversos fills: Madan, el gran, va morir en batalla vers 1510; Chandan Narayan que el va succeir i va fundar el regne; Sysya Singha que fou raikat hereditari i rei de Baikunthapur (a Jalpaiguri) i fou l'origen dels rages raikats de Jalpaiguri i diwans (ministres principals) de Koch Bihar, el darrer dels quals fou Raja Prosanna Dev Raikot, mort el 5 de gener de 1954; i Biswa Singh.
Mort Chanda el 1523 el va succeir el seu germà (en alguna font s'esmenta com a cosí) Biswa Singh, que tenia uns 22 anys i va resultar ser un conqueridor. Va traslladar la capital de Chikna a les muntanyes, cap a Hingulabas a la plana. Va tenir 19 fills entre els quals Raja Nri Singha, raja de Panga; Raja Shukladhaj (Chilarai o Silarai), rei d'Assam (nomenat com a comandant d'un exèrcit per conquerir Assam el 1562, va obtenir una part dels territoris conquerits i va morir el 1571, sent l'origen dels rages de Darrang; i Nar Narayan, en el que va abdicar el 1554 (la data de la mort de Biswa Singh no és coneguda). Biswa es va apoderar de tota la regió entre el Karatoya a l'oest i el Barnadi a l'est, derrotant a diversos caps locals i establint la seva capital a la zona de Cooch Behar.
El seu fill Nar Narayan fou el més gran dels reis kochs; amb l'ajut del seu germà Silarai (Raja Sukladhwaj) va conquerir tots els països veïns a l'est i sud i fins i tot va fer la guerra als musulmans; va derrotar els caps de Dimarua, Jaintia, Khairam, Cachar, i Tippera (Tripura) i al raja ahom d'Assam, la capital del qual va ocupar i el raja va esdevenir tributari. Nar Narayan de Koch fou derrotat per Isa Khan, senyor o príncep (bhuiya) de Sonargaon a Bengala oriental, que va fer presoner al seu germà Silarai o Sukladhwaj, el cap militar principal dels koch, i que va morir el 1581. Llavors el seu fill Raghu es va revoltar (1581), i Nar Narayan va dividir (1584) el seu regne en dues parts, cedint a Raghu la part a l'est del riu Sankosh. Nar Narayan va morir el mateix 1584 (un font alternativa indica 1587). El va succeir el seu fill Lakshmi Narayan.
Lakshmi Narayan va estar amb guerra amb Parikshit, fill i successor de Raghu a la part oriental (vegeu Darrang). Lakshmi no podia guanyar i va demanar l'ajut dels mogols que van enviar un exèrcit que va ocupar la fortalesa de Parikshit a Dhubri i després van atacar la capital oriental, Barnagar, al riu Manas. Després d'uns mesos de resistència es va haver de rendir i fou enviat presoner a Delhi; el germà de Parikshit, Bali Narayan, va fugir a Ahom, i el rei d'aquest estat, Pratap Singh, va refusar entregar-lo. Els mogols van envair Ahom amb deu o dotze mil homes i van derrotar l'exèrcit de Pratap al riu Bhareli, però després foren aniquilats en un atac nocturn; Pratap Singh va donar el tron de Darrang (Koch oriental) a Bali Narayan, i va conquerir Pandu prop de Gawhati, que va fortificar; després va assetjar Hajo però fou rebutjat; va estar pel Baix Assam durant anys amb èxit variable i el 1637 el governador mogol de Dacca va decidir posar fi als seus atacs i va enviar un nou exèrcit que va expulsar els ahoms de Kamrup; Bali Narayan va morir en combat i es va fer un tractat que establia el Barnadi com a frontera entre Ahom i els mogols. En endavant el regne de Darrang fou un poder feudatari local que va existir fins a l'ocupació birmana al segle XIX. Vegeu Darrang.
A la part occidental o Koch Bihar, els reis koch van continuar governant amb seu a Sankosh com a vassalls de l'Imperi Mogol. Quan Shah Jahan es va posar malalt el 1658, el rei aleshores, Pran Narayan, va aprofitar la confusió i les lluites successòries per refusar el tribut i va derrotar els fawjdar mogol de Goalpara que es va haver de retirar cap a Gawhati d'eon fou expulsat pel rei d'Ahom Jayadhwaj Singh. Pran Narayan va arribar fins a Dacca (1661). Pran Narayan va proposar una repartició del Baix Assam entre els dos regnes però el rei d'Ahom ho va refusar i Pran es va haver de retirar cap a Sankosh deixant tota la vall del Brahmaputra en mans dels ahoms (1664) i va morir el 1665.

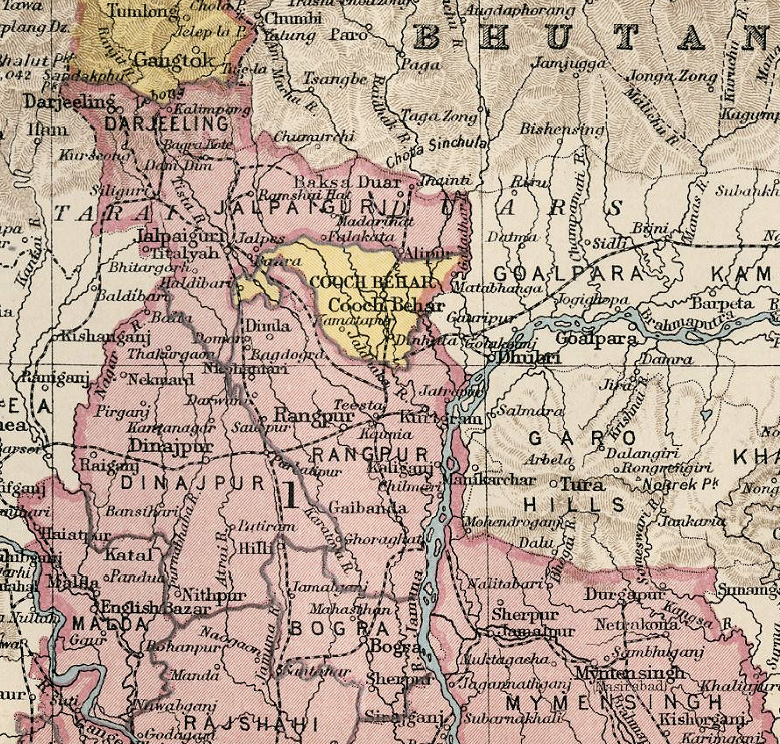
Mapa, 1931

Mod Narayan (Madan Narayan), el seu fill i successor, Basudev Narayan, va completar la construcció del temple de Jalpesh. El 1665 va ajudar a Raja Ram Singh, raja d'Amber al servei de l'imperi, en la guerra contra Assam, aportant cinc mil soldats. Rup Narayan (1693-1714) va traslladar la capital que ara era a Atharokotha, cap a Guriahati Gram a la riba oriental del Torsa. Upendra Narayan (1714-1763) va adoptar com a successor a un parent llunyà de nom Kumar Shri Deena Narayan fill del diwan Satya Narayan (descendent de Lakshmi Narayan 1587-1621) al que va conferir tota l'autoritat, però es va revoltar abans d'arribar a la successió plena i després Upendra va tenir fills en un segon matrimoni. Upendra va demanar ajut a Bhutan contra l'Imperi Mogol el 1730 i a la influència que comportava l'aliança va seguir a l'ajut militar, i a la mort d'Upendra el govern de Bhutan considerava a Coch Behar com el seu vassall i va estacionar una guarnició al principat, dirigint els afers administratius civils.
Quan el Druk Desi de Bhutan va envair Sikkim el 1770, les forces de Coch Behar van lluitar al costat dels bhutanesos; el raja Dhairjendra Narayan fou empresonat pels bhutanesos que van instal·lar com a maharaja a Rajendra Narayan; dos anys després (1772) va morir sobtadament Rajendra Narayan després de menys de 2 anys de govern, a causa d'unes febres i va esclatar una lluita per la successió a Cooch Behar, quan Nazir Deo es va aixecar contra els bhutanesos; el Druk Desi havia afavorit l'arribada al tron del jove Dharendra Narayan (1772-1775) fill de Dhairjendra Narayan, però menor d'edat; Dhairjendra Narayan va poder fugir a Panga i va reclamar l'ajut britànic; efectivament es va signar un tractat entre Coch Behar i la Companyia Britànica de les Índies Orientals (5 d'abril de 1773), pel qual el raja es posava sota protecció de la companyia i autoritzava que el seu regne fos inclòs dins el govern de Bengala (el dret d'annexió que comportava no fou utilitzat pels britànics), i una força expedicionària anglesa dirigida pel capità James va marxar al país, va expulsar els bhutanesos de Cooch Behar i va envair Bhutan (1772-1773). El Druk Desi va demanar ajut a Tibet governat pel Panchen Lama que feia de regent del jove Dalai Lama; però el Panchen Lama fou advertit per correspondència pels britànics i llavors no sols no va ajudar a Bhutan sinó que va amenaçar amb càstigs al Druk Desi i va reivindicar la sobirania tibetana a Bhutan.
Mancat d'ajuda de Tibet el Druk Desi va signar un tractat de pau (amb la mediació de Tesa-hi Lama, el regent del Tibet) amb la Companyia el 25 d'abril de 1774 pel qual Bhutan retornava als seus límits anteriors a 1730 i pagava un tribut simbòlic als britànics, als quals va donar concessions per tallar fusta al seu país. El raja regnat va morir el 1775 i el seu pare fou reposat al tron; va haver de pagar un tribut als britànics tal com s'havia compromès (fou fixat el 1780 en 67.700 rúpies); els conflictes interns no deixaven administrar bé el regne. Mort Dhairjendra Narayan el va succeir el seu segon fill Harendra Narayan, encara menor (uns 14 anys) i això afavoria les intrigues. El 1788 es va enviar una comissió de dos civils per veure que passava; la comissió va recomanar l'enviament d'un resident o comissionat a la ciutat de Cooch Behar (càrrec que es va nomenar però aviat va passar a l'Agent per la Frontera del Nord-est). El 1799 el raja va obtenir els poders per governar. Va morir el 1840 en la peregrinació a Benarés. El seu fill i successor Shivendra Narayan va adoptar com a successor a Kumar Shri Karindra Narayan, fill de Kumar Shri Shambhu Narayan de Balarampur, de 8 anys, però va morir el 1845 i llavors va adoptar a un nebot (fill del seu germà Maharajkumar Brajendra Narayan) anomenat Chanda Narayan. Mort Shivendra a Benarés el 1847, el seu nebot va pujar al tron amb el nom de Narendra Narayan; era menor d'0edat i no va rebre els poders fins al 1860; va prohibir el sati o suïcidi ritual de les vídues.
A la seva mort el 6 d'agost de 1863 va pujar al tron el seu fill Nripendra Narayan Bhup Bahadur (després Sir) amb menys d'un any d'edat i l'administració fou exercida per un comissionat. Va ser declarat major d'edat el 1883. Tenia dret hereditària a salutació de 13 canonades. Ell mateix i tots els seus successors van rebre una educació occidental. El regne va quedar integrat a l'Índia el 1947 (de fet el 1950) i el darrer rei va morir el 1992 sense successió; el tron està actualment vacant.

## Bandera

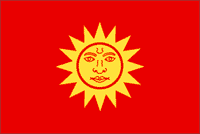
Bandera

La bandera de l'estat era vermella amb un sol radiant daurat (amb rostre) al centre.

## Llista de rages[1]
- Raja Haridas Mondal, cap koch d'una zona de les muntanyes Chikna, vers 1500
- Maharaja Chandan Narayan 1510-1523
- Maharaja BISWA SINGH (Vishu) 1523-1554
- Maharaja NAR NARAYAN 1554-1584
- Maharaja LAKSHMI NARAYAN 1584-1621
- Maharaja BIR NARAYAN 1621-1626
- Maharaja PRAN NARAYAN 1626-1665
- Maharaja MOD NARAYAN (Madan Narayan) 1665-1680
- Maharaja VASUDEO NARAYAN (Basudev Narayan) 1680-1682
- Maharaja MAHENDRA NARAYAN 1682-1693
- Maharaja RUP NARAYAN 1693-1714
- Maharaja UPENDRA NARAYAN 1714-1763
- Maharaja DEBENDRA NARAYAN 1764-1765 (+12 d'agost de 1765)
- Maharaja DHAIRJENDRA NARAYAN 1765-1770
- Maharaja RAJENDRA NARAYAN 1770-1772
- Maharaja Dharendra NARAYAN 1772-1775
- Maharaja DHAIRJENDRA NARAYAN 1775-1783
- Maharaja HARENDRA NARAYAN 1783-1840
- Maharaja SHIVENDRA NARAYAN 1840-1847
- Maharaja NARENDRA NARAYAN 1847-1863
- Maharaja Sir NRIPENDRA NARAYAN 1863-1911 (+ 18 de setembre de 1911)
- Maharaja RAJENDRA II NARAYAN Bhup Bahadur 1911-1913 (+ 1 de setembre de 1913)
- Maharaja JITENDRA NARAYAN Bhup Bahadur 1913-1922 (+ 20 de desembre de 1922)
- Maharaja Sir JAGADDIPENDRA NARAYAN Bhup Bahadur 1922-1970 (+ 11 d'abril de 1970) (només títol després de 1950)
- Maharaja VIRAJENDRA NARAYAN Bhup Bahadur 1970-1992, darrer rei (només títol)